# Palitana (stato)
Lo Stato di Palitana fu uno stato principesco del subcontinente indiano, avente per capitale la città di Palitana.

## Storia

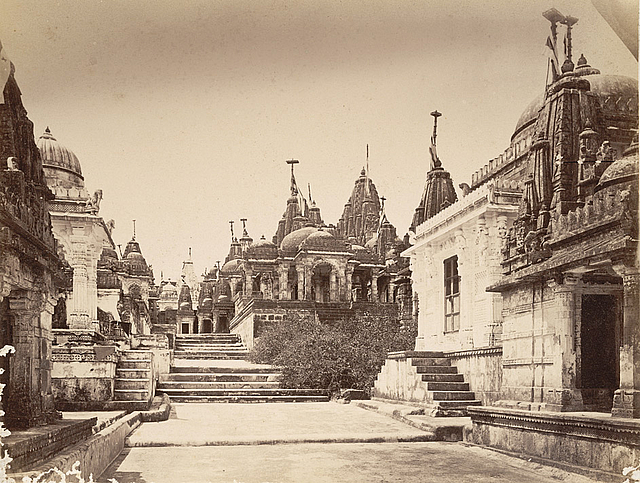
Veduta dei templi di Palitana nel 1860

L'antico stato di Palitana venne fondato nel 1194 come uno dei principali stati della regione di Saurashtra. Palitana copriva un'area di 777 km² e disponeva nel 1921 di 58.000 abitanti, ripartiti in 91 villaggi, con una rendita complessiva di 744.416 rupie annue. Nel 1940 la popolazione era salita a 76.432.
Lo stato fece parte dell'agenzia di Kathiawar della presidenza di Bombay. Era uno stato tributario del Gaekwar di Baroda e del Nawab di Junagadh. La capitale dello stato, Palitana, da sola aveva una popolazione di circa 12.000 abitanti.
L'ultimo regnante siglò l'accesso all'Unione Indiana il 15 febbraio 1948 e da quel momento lo stato seguì le sorti dello stato repubblicano.

## Governanti
I regnanti locali appartenevano al ramo Gohil della dinastia dei Rajput, ed avevano il titolo di Thakur Sahib.
- 1697 - 1734 Prithvirajji Kandhaji
- 1734 - ... Nonghanji III
- ... - 1766 Sartanji II
- 1766 - 1770 Alubhai
- 1770 - 1820 Undaji
- 1820 - 1840 Kandhaji IV
- 1840 - 1860 Nonghanji IV
- 1860 Pratapsinghji (m. 1860)
- 1 giugno 1860 - novembre 1885 Sursinhji (n. 1844 - m. 1885)
- 24 novembre 1885 – 29 agosto 1905 Mansinhji Sursinhji (n. 1863 - m. 1905) (dal 1º gennaio 1896, Sir Mansinhji Sursinhji)
- 29 Sep 1905 – 15 agosto 1947 Bahadursinhji Mansinhji (n. 1900 - m. 1964) (dal 1º gennaio 1930, Sir Bahadursinhji Mansinhji; titolo personale di maharaja dal 1944)